# 鄭林
鄭 林（てい りん、生没年不詳）は、五胡十六国時代の前燕の人物。北海郡の出身。

## 生涯
319年、東萊へやってきた。当時、青州は曹嶷と鞠彭のせめぎ合いが続いていた。鄭林は曹嶷・鞠彭ともに民に情がないと説いた。曹嶷はこれを賢なる言葉として鞠彭を攻めず、鞠彭は鄭林とともに青州を去った。
12月、遼東へ到着して、東晋の平州刺史崔毖を頼ろうとしたが、崔毖は高句麗に逃走したため、鮮卑慕容部の大人慕容廆に帰服した。
慕容廆から牛車・穀物・物資を送られたが受け取らず、自給自足の生活を送った。
321年12月、慕容廆は東晋から車騎将軍・都督幽平二州東夷諸軍事・平州牧に任じられ、遼東公に封じられた。これに伴って官僚組織の編成を行い、黄泓とともに参軍に任じられた。
中尉に任じられた。
341年7月、軍諮祭酒に任じられた。
これ以後の事績は、史書に記されていない。